# Шпокалка
Шпо́калка — село в Україні, у Буринській міській громаді Конотопського району Сумської області. Населення становить 130 осіб. До 2020 року орган місцевого самоврядування — Дяківська сільська рада.

## Географія
Село Шпокалка розташоване на правому березі однієї із виток річки Вижлиця, вище за течією на відстані 2.5 км розташоване село Нова Олександрівка, на протилежному березі і нижче за течією примикає село Дяківка.
Поруч пролягає залізниця, станція Карпилівка.

## Історія
- Село постраждало внаслідок геноциду українського народу, проведеного урядом СРСР 1932–1933 та 1946–1947 роках.
- 12 червня 2020 року, відповідно до розпорядження Кабінету Міністрів України № 723-р «Про визначення адміністративних центрів та затвердження територій територіальних громад Сумської області», село увійшло до складу Буринської міської громади[1].
- 19 липня 2020 року, в результаті адміністративно-територіальної реформи та ліквідації Буринського району, увійшло до складу новоутвореного Конотопського району[2].